# Коптелка (деревня)
Коптелка — деревня в Великоустюгском районе Вологодской области.
Входит в состав Марденгского сельского поселения, с точки зрения административно-территориального деления — в Марденгский сельсовет.
Расстояние по автодороге до районного центра Великого Устюга — 45,5 км, до центра муниципального образования Благовещенья — 30 км. Ближайший населённый пункт — Езекиево.
По данным переписи в 2002 году постоянного населения не было.